# Вікінг (газове родовище)
Вікінг — офшорне газове родовище у Північному морі. Станом на 2016 рік п'яте за розмірами запасів в історії Великої Британії.

## Характеристика
Розташоване у 160 км на схід від узбережжя Лінкольнширу в районі з глибинами моря 20-30 метрів.
Поклади у північній частині родовища виявлено у 1965 році, у південній — трьома роками пізніше. Всього виявлено 11 покладів у відкладеннях нижньої та середньої пермі, на рівні 2700 метрів нижче морського дна. Колектор — пісковики. Первісно видобувні резерви оцінювались у 81 млрд м³, проте цей об'єм було фактично видобуто до кінця 1990-х, так що уточнена оцінка запасів складає майже 100 млрд м³.

## Розробка
У ході розробки створили два виробничі кластери:
- Viking A (Alpha) у північній частині родовища, де встановили п'ять платформ, введення в експлуатацію припало на 1972 рік;
- Viking B (Bravo) у південній частині родовища, введеній в експлуатацію у 1973 році, де було встановлено платформи BA (житлова), BC (компресорна), BP (насосна) та сім дистанційно керованих виробничих платформ CD, DD, ED, GD, HD (1974—1975), KD та LD (1998)[1][3][4].

Крім того, через комплекс Viking B розроблялись родовища-сателіти Victor (через платформи JD, встановлену у 1984-му, та JM, під'єднану до JD у 1995 році), Vixen (через підводну виробничу установку VM, введену у 2000 році) та Victoria (через підводну виробничу установку SM, введену у 2008-му).
Продукція родовища доставляється по газопроводу діаметром 700 мм та довжиною 138 км від платформи-хабу Viking AR на береговий приймальний термінал, що входить до системи LOGGS.

## Виведення з експлуатації
В 1991 році подальша розробка північної частини родовища була визнана недоцільною, та до 1995-го провели демобілізацію чотирьох із п'яти платформ комплексу Viking A. В роботі до 2009 року для обслуговування видобутку на Viking B залишалась лише платформа-хаб Viking AR, яку перетворили на дистанційно керовану.
У 2009 Viking B був підключений до газопроводу LOGGS через нову 400-мм перемичку.
П'ять виробничих платформ із комплексу Viking B (CD, DD, ED, GD, HD) завершили власний видобуток між 2002 та 2012 роками, проте певний час продовжували використовуватись для підтримки роботи родовищ-сателітів. В підсумку, згадані п'ять платформ були демобілізовані у 2011—2015.

## Інциденти
У 2007 році з плафтормою-сателітом Viking Echo (ED) зіткнулось суховантажне судно The Jork, яке перевозило зерно. Судно затонуло, але всіх членів екіпажу вдалось врятувати. Платформа отримала незначні пошкодження та продовжила роботу у звичайному режимі.